# Ton Alblas
Tonny (Ton) Alblas (Barcelona, 24 mei 1940 – Leiden, 21 augustus 2015) was een Nederlands politicus namens de Lijst Pim Fortuyn (LPF).

## Loopbaan
Alblas ging naar de hbs in Eindhoven en Harderwijk en studeerde vervolgens civiele planologie (weg- en waterbouw) aan de Technische Hogeschool Delft. Van 1972 tot 1995 was hij werkzaam als ambtenaar op het Ministerie van Verkeer en Waterstaat. Hierna was hij zelfstandig adviseur.
Hij was lid van het CDA voordat hij in 2002 bij de LPF kwam. Alblas had Pim Fortuyn leren kennen tijdens een lezing in 1995, waarna ze contact hadden gehouden. Hij schreef mee aan het conceptpartijprogramma van de LPF. Fortuyn haalde hem over om zich kandidaat te stellen voor de Tweede Kamerverkiezingen van 2002. Alblas ging daarmee akkoord, maar verwachtte met een 23e plaats op de LPF-kandidatenlijst niet verkozen te worden. Vanwege het enorme aantal zetels waarmee de LPF haar entree in de Kamer maakte, was dit echter wel het geval. Als gevolg hiervan zat hij namens de LPF van 23 mei 2002 tot 30 januari 2003 in de Tweede Kamer en was als zodanig woordvoerder voor verkeer in de fractie. Als Kamerlid kwam hij in opspraak toen hij voor een vergadering een fotograaf van Het Parool een vuistslag gaf.
Bij de Tweede Kamerverkiezingen van 2003 stond Alblas 18e op de LPF-kandidatenlijst. Vanwege de grote terugval van de LPF werd hij daarmee niet herkozen. Later was hij nog actief als adviseur van Leefbaar Leiden en de in 2014 afgesplitste fractie Groep-Kok in de gemeenteraad van Leiden.
Samen met zijn vrouw kreeg hij twee kinderen. Ton Alblas overleed in de zomer van 2015 op 75-jarige leeftijd.
- Biografisch Portaal: 97538914
- Parlement.com: vg9fgopzi9yc